# Tradycja apostolska Hipolita
Tradycja apostolska (łac. Traditio Apostolica, gr. Αποστολική Παράδοση) lub Konstytucja Kościoła egipskiego – dokument przypisywany Hipolitowi Rzymskiemu z początku III w., należący do gatunku tzw. wczesnochrześcijańskich kanonów kościelnych. Jest wczesnym świadectwem chrześcijańskiej liturgii Eucharystii, będący początkową formą mszału. Księga zwiera opis tradycji apostolskich, sakry biskupiej.

## Historia tekstu
Gdy pismo to zostało na nowo odkryte w XIX w., nadano mu nazwę: Konstytucja Kościoła egipskiego (ang. Constitution of the Egyptian Church lub Egyptian Church Order) – znajdował się bowiem w różnych przekładach: w dialektach języka koptyjskiego, saidzkim i bohairskim, oraz po arabsku i etiopsku w kanonicznym zbiorze (gr. sinodos) Kościoła Aleksandrii. W pierwszej połowie XX w. jednomyślnie utożsamiono go z zaginioną księgą przypisywaną Hipolitowi Rzymskiemu: Tradycja apostolska. Ze względu na uznaną starodawność tekstu, był on jednym z podstawowych źródeł, do których odwoływał się ruch liturgiczny przygotowujący reformę liturgii Eucharystii Kościoła rzymsko-katolickiego i innych Kościołów chrześcijańskich. 
Współcześnie, niektórzy autorzy podważają autorstwo Hipolita i przesuwają datę powstania dokumentu na drugą połowę IV w., widząc w nim zbiór materiałów z różnych źródeł, które można datować w przedziale od II do IV w. Nawet jeśli tezę P. Bradshawa i in. o genezie dokumentu uznać za słuszną, według samego jej autora nie jest wykluczone, że tekst opisu ustanowienia Eucharystii przez Jezusa, zawarty w modlitwie eucharystycznej Tradycji apostolskiej, mógł istnieć jako tekst katechetyczny na długo przed powstaniem samego zbioru. 

## Modlitwa eucharystyczna Hipolita
Tradycja apostolska Hipolita przekazuje tekst modlitwy eucharystycznej, którą poleca do użytku nowo konsekrowanemu biskupowi. Modlitwa ta jest świadkiem wczesnego okresu, kiedy Eucharystia była sprawowana podczas wspólnotowego posiłku, bez bezpośredniego związku z liturgią słowa i modlitw celebrowanych w synagogach lub w pierwotnym Kościele. Według L. Bouyera modlitwa, którą opisuje Hipolit, nie była za jego czasów w Rzymie już sprawowana. Hipolit był w osobistym konflikcie z papieżami — liturgia eucharystii, którą podaje w swoim dziele, jest najprawdopodobniej jakąś starszą formą pochodzenia syryjskiego, którą promował jako alternatywną wobec powszechnie używanej, będącej prototypem kanonu rzymskiego. Hipolit w prologu dzieła wyraził swą dezaprobatę do liturgii rzymskiej za jego czasów, podobnie jak czynił to wobec innych dziedzin życia i nauczania Kościoła rzymskiego
Hipolit przekazał tekst modlitwy eucharystycznej z zastrzeżeniem, że celebrans nie ma obowiązku uczyć się go na pamięć i powtarzać go dosłownie - zostawia więc miejsce na improwizację, modlitwę własnymi słowami. Hipolit zwraca jednak uwagę, by zachować to, co istotne oraz ortodoksję. Ta postawa była niejako naturalnie przejęta wraz z tradycją ustnego przekazywania żydowskich formuł modlitewnych. Wbrew błędnym przekonaniom niektórych współczesnych historyków - będących pod wpływem idei protestanckich - w świecie semickim tradycja ustna przekazywała bardzo dokładnie sprecyzowany schemat modlitwy wraz z formułami. Stanowiło to fundament, co do szczegółów zaś pozostawiano pewną wolność. 